# Liga Asobal 2015/16
Die Liga Asobal 2015/16 war die 26. Spielzeit der Liga Asobal, der höchsten Spielklasse im spanischen Männerhandball. Der Verband RFEBM war Ausrichter der Meisterschaft, die der FC Barcelona gewann.

## Abschlusstabelle
| Pos. | Mannschaft                       | Sp. | G  | U | V  | ET   | GT  | Diff. | Pkt. |
| ---- | -------------------------------- | --- | -- | - | -- | ---- | --- | ----- | ---- |
| 1.   | F.C. Barcelona Lassa (M) (CL)    | 28  | 28 | 0 | 0  | 1059 | 704 | +355  | 56   |
| 2.   | Naturhouse La Rioja (CL)         | 28  | 21 | 1 | 6  | 902  | 763 | +139  | 43   |
| 3.   | Abanca Ademar León (EC)          | 28  | 17 | 4 | 7  | 821  | 757 | +64   | 38   |
| 4.   | Fraikin BM Granollers (EC)       | 28  | 17 | 3 | 8  | 863  | 778 | +85   | 37   |
| 5.   | Frigoríficos Morrazo Cangas (EC) | 28  | 12 | 4 | 12 | 764  | 798 | −34   | 28   |
| 6.   | BM. Villa de Aranda              | 28  | 11 | 5 | 12 | 817  | 834 | −17   | 27   |
| 7.   | Helvetia Anaitasuna              | 28  | 11 | 4 | 13 | 768  | 799 | −31   | 26   |
| 8.   | BM. Benidorm                     | 28  | 10 | 4 | 14 | 728  | 796 | −68   | 24   |
| 9.   | Fertiberia Puerto Sagunto        | 28  | 9  | 4 | 15 | 780  | 850 | −70   | 22   |
| 10.  | Bada Huesca                      | 28  | 7  | 8 | 13 | 756  | 790 | −34   | 22   |
| 11.  | Globalcaja Ciudad Encantada      | 28  | 9  | 4 | 15 | 726  | 808 | −82   | 22   |
| 12.  | Quabit Guadalajara               | 28  | 8  | 5 | 15 | 772  | 822 | −50   | 21   |
| 13.  | Go Fit Sinfín                    | 28  | 8  | 3 | 17 | 758  | 840 | −82   | 19   |
| 14.  | Ángel Ximénez – Puente Genil     | 28  | 8  | 3 | 17 | 712  | 808 | −96   | 19   |
| 15.  | SD Teucro (A)                    | 28  | 5  | 6 | 17 | 811  | 890 | −79   | 16   |
| 16.  | BM. Aragón (X)                   | 0   | 0  | 0 | 0  | 0    | 0   | 0     | 0    |

M = Meister 2015; A = Abstieg; X = zurückgezogen; CL = EHF Champions League; EC = EHF-Pokal

## Meisterteam
Danijel Šarić, Gonzalo Pérez de Vargas, Fredrik Ohlander, Siarhei Rutenka, Viran Morros, Eduardo Gurbindo, Kiril Lazarov, Wael Jallouz, Filip Jícha, Marko Kopljar, Daniel Sarmiento, Raúl Entrerríos, Daniel Dujshebaev, Carlos Ruesga, Víctor Tomás, Aitor Ariño, Aleix Gómez, Guðjón Valur Sigurðsson, Jesper Nøddesbo, Cédric Sorhaindo, Oriol Rey Morales, Kamil Syprzak, Trainer: Xavier Pascual Fuertes